# Фінал Кубка націй ОФК 2024
Фінал Кубка націй ОФК 2024 року — футбольний матч для визначення переможця Кубка націй ОФК 2024 року. Цей матч став десятим фіналом Кубка націй ОФК, турніру, в якому змагаються чоловічі національні збірні асоціацій-членів Конфедерації футболу Океанії, щоб визначити чемпіона Океанії.
Матч відбувся 30 червня 2024 року на Фрешвотер Стедіум у Порт-Вілі, Вануату. Нова Зеландія виграла титул у рекордний шостий раз у своїй історії, обігравши у фінальному матчі країну-господарку Вануату з рахунком 3:0, успішно захистивши свій титул.

## Місце проведення
У грудні 2023 року ОФК оголосив, що турнір у 2024 році відбудеться у Вануату. Фінальним місцем проведення турніру, а також матчів групи B та півфіналів було обрано Фрешвотер Стедіум у Порт-Вілі, Вануату.
Стадіон був відкритий у 2022 році завдяки фінансуванню ФІФА і належить Федерації футболу Вануату. Стадіон приймав важливі матчі, включно з кількома матчами Ліги чемпіонів ОФК 2023 року, серед яких був фінал між клубами «Окленд Сіті» та «Сува». Збірна Вануату також періодично проводила свої домашні матчі на цьому стадіоні.

## Шлях до фіналу
| Нова Зеландія      | Нова Зеландія | Раунд          | Вануату            | Вануату   |
| ------------------ | ------------- | -------------- | ------------------ | --------- |
| Суперник           | Результат     | Груповий етап  | Суперник           | Результат |
| Нова Каледонія     | Скасовано     | Матч 1         | Соломонові Острови | 1–0       |
| Соломонові Острови | 3–0           | Матч 2         | Нова Каледонія     | Скасовано |
| Вануату            | 4–0           | Матч 3         | Нова Зеландія      | 0–4       |
| Суперник           | Результат     | Стадія плей-оф | Суперник           | Результат |
| Таїті              | 5–0           | Півфінал       | Фіджі              | 2–1       |

## Матч
| 30 червня 2024 15:00 VUT |

| Нова Зеландія                           | 3–0      | Вануату |
| --------------------------------------- | -------- | ------- |
| - Говісон 2' - Рендалл 83' - Мата 90+1' | Протокол |         |

| Фрешвотер Стедіум, Порт-Віла Глядачів: 10 000 Арбітр: Бен Ауквай (Соломонові Острови) |

| Нова Зеландія | Вануату |

| GK            | 1  | Макс Крокомб        |     |     |
| RB            | 2  | Сем Саттон          |     | 73' |
| CB            | 5  | Фінн Сурман         |     |     |
| CB            | 4  | Тайлер Біндон       | 78' | 88' |
| LB            | 13 | Ліберато Какаче (к) |     |     |
| DM            | 8  | Алекс Руфер         |     |     |
| RM            | 11 | Елія Джаст          |     | 81' |
| LM            | 14 | Бен Олд             |     | 88' |
| AM            | 6  | Кемерон Говісон     |     |     |
| CF            | 9  | Бен Вейн            |     | 73' |
| CF            | 7  | Коста Барбарусес    |     |     |
| Заміни:       |    |                     |     |     |
| DF            | 5  | Томмі Сміт          |     | 73' |
| FW            | 25 | Джессі Рендалл      |     | 73' |
| FW            | 17 | Алекс Грейві        |     | 81' |
| DF            | 3  | Лукас Келлі-Гілд    |     | 88' |
| FW            | 21 | Макс Мата           |     | 88' |
| Тренер:       |    |                     |     |     |
| Даррен Бейзлі |    |                     |     |     |

| GK              | 1  | Джеймс Іамар       |         |     |
| RB              | 3  | Тімоті Буле        | 8', 75' |     |
| CB              | 6  | Джейсон Томас      |         |     |
| CB              | 4  | Браян Калтак (к)   |         |     |
| LB              | 11 | Тассо Джеффрі      |         | 65' |
| RM              | 13 | Джонатан Спокіджек |         |     |
| CM              | 16 | Джон Алік          |         | 80' |
| CM              | 5  | Джаред Кларк       | 63'     | 80' |
| LM              | 15 | Годін Тенене       |         |     |
| CF              | 14 | Джон Вогале        | 37'     | 80' |
| CF              | 9  | Алекс Саніел       |         | 65' |
| Заміни:         |    |                    |         |     |
| DF              | 17 | Керрі Іавак        |         | 65' |
| FW              | 18 | Кенсі Тангіс       |         | 65' |
| MF              | 8  | Клод Ару           |         | 80' |
| MF              | 20 | Алік Ворворбу      |         | 80' |
| FW              | 21 | Джо Мозес          |         | 80' |
| Тренер:         |    |                    |         |     |
| Жуліано Шмелінг |    |                    |         |     |

| Гравець матчу: Ліберато Какаче (Нова Зеландія) Асистенти арбітра: Фоліо Моеакі (Тонга), Малаетала Саланоа (Самоа) Четвертий арбітр: Вір Сінгх (Фіджі) П'ятий арбітр: Авінеш Нараян (Фіджі) | Регламент матчу - 90 хвилин. - 30 хвилин додаткового часу, якщо необхідно. - Післяматчеві пенальті, якщо рахунок залишається рівним. - Максимум п'ять замін, шоста дозволяється в додатковий час, при цьому кожній команді було надано лише три можливості зробити заміни, з четвертою можливістю у додатковий час, за винятком замін, зроблених у перерві, перед початком додаткового часу та у перерві у додатковий час. |